# Bohdan Zalewski
Bohdan Zalewski (ur. 6 grudnia 1918, zm. 2 listopada 2001 w Warszawie) – polski spiker Polskiego Radia, poeta, działacz społeczny.

## Życiorys
Syn Erazma. W 1938 roku ukończył I Państwowe Gimnazjum i Liceum im. Stefana Batorego w Warszawie. Ukończył Oficerską Szkołę Broni Pancernej.  W czasie wojny żołnierz AK, aresztowany w 1943. Więzień Pawiaka, Oświęcimia, Mauthausen i Gusen. Wspomnienia o wspólnym pobycie z Bohdanem Zalewskim w KL Gusen opisał Stanisław Grzesiuk w swojej książce Pięć lat kacetu, a Stanisław Dobosiewicz w „Mauthausen-Gusen poezja i pieśń więźniów” (Instytut Wydawniczy PAX, Warszawa 1983) cytuje jego obozową twórczość poetycką.
Po powrocie do Polski w 1945 studiował w Państwowym Instytucie Sztuki Teatralnej w Warszawie, w 1946 podjął pracę w Polskim Radiu. Znany z Podwieczorka przy mikrofonie. Prowadził także muzyczne audycje Tomasza Dąbrowskiego, czwartkowe koncerty „Dla każdego coś miłego”, „Mikrofon dla wszystkich”. Nagrodzony Złotym Mikrofonem Polskiego Radia.
Działał społecznie w Towarzystwie Przyjaciół Warszawy.
Zmarł w Warszawie, pochowany na cmentarzu Wojskowym na Powązkach (kwatera A 34-8-4).

## Odznaczenia
- Złoty Krzyż Zasługi (1954)[1]
- Medal 10-lecia Polski Ludowej (1955)[6]